# 競馬展望
競馬展望（けいばてんぼう）は、KBS京都テレビの中央競馬レース展望番組。長年翌日のメインレースを競馬ブックのトラックマン（解説者）が予想していたが、2010年4月以降は提供が変わり「スポーツ報知 競馬展望」と改題され、スポーツ報知競馬記者が展望していた。提供スポーツ報知。制作・著作KBS京都。
金曜日の放送は2007年3月終了。（競馬展望プラス放送開始に伴い、金曜日の放送も2012年10月に再開）
KBS京都テレビの放送開始時より放送が続いている長寿番組でもあったが、2014年3月29日分の放送をもって終了した。（金曜の競馬展望プラスは4月以降も継続。なお、後番組として、2014年4月5日から後継番組『競馬TODAY』を開始する）
金曜放送分（放送終了）はKBS京都放送会館社屋で、土曜放送分は競馬場内のスタジオで収録。

## 放送日時
- KBS京都テレビ　土曜23:00 - 23:15　（2011年1月8日からは、中央競馬ダイジェスト終了に伴い15分繰り上げ）
- サンテレビジョン　（2010年3月放送終了　土曜23:15 - 23:30）金曜の放送も終了の2007年3月まで放送

## 歴代司会
- 久保房郎（KBS京都アナウンサー）
- 濱野圭司 (担当時はKBS京都アナウンサー、現在はフリーアナウンサー)
- 宮本英樹（担当時はKBS京都アナウンサー、現在は総務部長）
- 澤武博之（KBS京都アナウンサー）
- 梶原誠（KBS京都アナウンサー）
- 森谷威夫（KBS京都アナウンサー）
- 寺西裕一（フリーアナウンサー、元KBS京都アナウンサー）

※金曜（放送終了）は主として澤武、土曜は当日のうまDOKI（KEIBAワンダーランド）の実況アナが担当。

## 歴代解説
- 松本晴夫（競馬ブック 金曜日）
- 中野秀幸（競馬ブック 金・土曜日）
- 藤井嘉夫（競馬ブック 土曜日）2010年3月まで。
- 2010年4月以降は毎週スポーツ報知競馬記者1名が出演していた

## ラジオ版（放送終了）
ラジオ版はGIかGIのトライアルレース開催週末にのみ「山田一雄・競馬展望」の番組名で、KBS京都ラジオとラジオ関西で放送されていた。
「山田一雄・競馬展望」（2007年3月終了）出演山田一雄、澤武博之
- KBS京都ラジオ（金曜21:30 - 21:40、2006年3月までは21:30 - 21:50）
  - 放送のない週は別番組「熱唱!!ファイティングジョッキー」を代替放送。2007年4月後番組「澤武博之のチャレンジ!競馬」開始。山田一雄は、引き続き解説担当。
- ラジオ関西（金曜21:40 - 21:50、2006年3月までは21:35 - 21:50）
  - 放送のない週は別番組を代替放送。